# Jackson Richardson
Jackson Moïse Richardson (Saint-Pierre, Reunião, 14 de junho de 1969) é um antigo handebolista francês.
É considerado um dos maiores jogadores da história deste esporte.

## Clubes
- 1989-91 : Paris-Asnières  França
- 1991-97 : OM Vitrolles  França
- 1997-00 : TV Großwallstadt  Alemanha
- 2000-05 : Portland San Antonio  Espanha
- 2005-08 : Chambéry Savoie Handball  França
- 2009-09 : Rhein-Neckar Löwen  Alemanha

## Seleção Francesa
- Primeira Convocação: 10 de janeiro de 1990 - Partida contra a Argélia
- Gols: 775 (5 penalties)
- Número de convocações: 417
- Último jogo: 5 de fevereiro de 2005 - Partida contra a Croácia

## Conquistas

### Individuais
- Melhor Jogador do Mundo pela IHF em 1995
- MVP do Campeonato Mundial em 1990
- Best playmaker do Campeonato Mundial (1995)
- Best playmaker of Campeonato Europeu de Seleções (2000)
- Best foreign player da Liga Espanhola (2001, 2002)
- Best playmaker da Liga Espanhola (2003, 2004, 2005)
- Três vezes eleito para o "All-Star Team"
- Título nobre "Chevalier de la Légion d'honneur"

### Pela Seleção Francesa
- Bicampeão do Mundo (1995, 2001)
- Medalhista de Bronze nos Jogos Olímpicos de 1992
- Medalhista de Prata no Campeonato Mundial em 1993
- 3x Medalhista de Bronze no Campeonato Mundial (1997, 2003, 2005)

### Por Clubes
- Campeão da "EHF Champions League" (em 2001, com Portland San Antonio)
- Bicampeão da "European Cup Winners' Cups" (1993 with OM Vitrolles, 2004 with Portland San Antonio)
- Campeão da "Europe Supercup" (2000 with Portland San Antonio)
- Campeão "European Cities Cup" (2000 with TV Großwallstadt)
- Bicampeão Francês (1994, 1996)
- Bicampeão da "Liga ASOBAL", da Espanha (2003, 2005)
- Bicampeão da "Coupe de France de handball" (1993, 1995)
- Campeão "Copa del Rey de Balonmano" (2001)
- Bicampeão "Spanish Supercups" (2001, 2002)
- Finalista da "Champions League" (2003)